# Người Bru - Vân Kiều

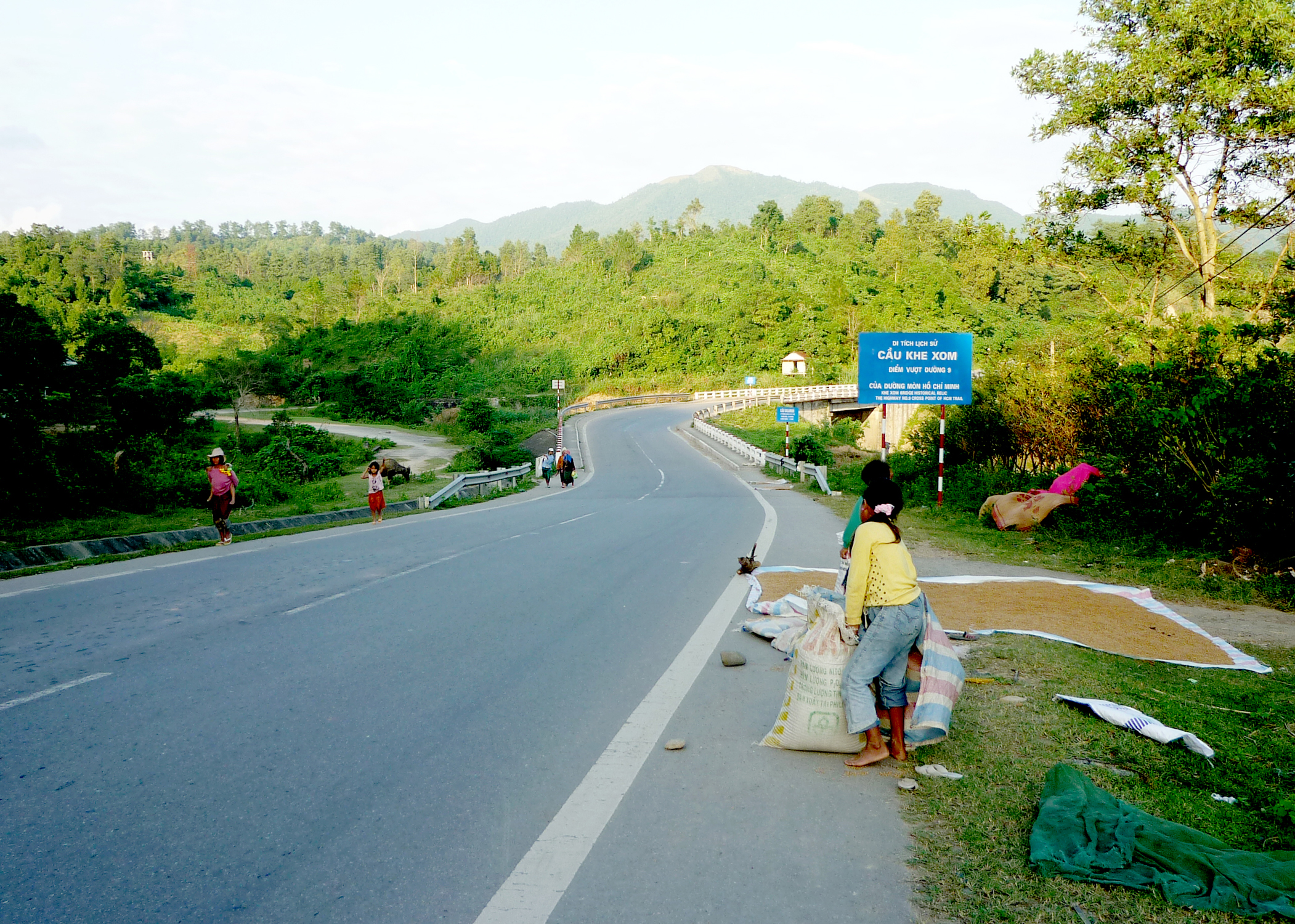
Người Bru - Vân Kiều gùi hàng trên đường 9

Người Bru - Vân Kiều (còn gọi là người Bru, người Vân Kiều, người Ma Coong, người Trì hay người Khùa) là dân tộc cư trú tại trung phần bán đảo Đông Dương gồm Lào, Việt Nam và Thái Lan. Ngôn ngữ của người Bru là tiếng Bru, một ngôn ngữ thuộc ngữ chi Cơ Tu của ngữ tộc Môn-Khmer.
Tại Việt Nam họ là một dân tộc thiểu số trong số 54 dân tộc tại Việt Nam . Sau cách mạng tháng 8 năm 1945, người Vân Kiều là một trong những dân tộc thiểu số mang họ Hồ nhằm ghi công chủ tịch Hồ Chí Minh.
Nhà nước CHXHCN Việt Nam hiện nay xếp loại dân tộc Bru - Vân Kiều gồm cả những người Pa Kô, với số dân tổng cộng tại Việt Nam năm 2019 là 94.598 người , năm 2009 là 74.506 người .
Trong phân loại quốc tế người Bru tại Việt Nam là người Bru Đông, phân biệt với người Bru Tây cư trú ở Lào và Thái Lan.
| Dân tộc        | Tổng      | Việt Nam | Lào    | Thái Lan |
| -------------- | --------- | -------- | ------ | -------- |
| Người Bru Đông | ≈ 141.000 | 94.598   | 22.000 | 25.000   |
| Người Bru Tây  | ≈ 110.000 | x        | 86.000 | 24.000   |

## Địa bàn cư trú
Tại Việt Nam, theo điều tra dân số năm 1999 thì dân tộc này có khoảng 55.559 người, sống tập trung ở miền núi của Quảng Trị, Quảng Bình và Huế. Thực tế các tên gọi Vân Kiều, Ma Coong, Trì, Khùa, Bru dùng để chỉ các nhóm khác nhau trong tộc người này.
Theo Tổng điều tra dân số và nhà ở năm 2019, người Bru-Vân Kiều ở Việt Nam có dân số 94.598 người, cư trú tại 39 trên tổng số 63 tỉnh, thành phố. Người Bru-Vân Kiều cư trú tập trung tại các tỉnh: Quảng Trị (69.785 người, chiếm 73,9% tổng số người Bru-Vân Kiều tại Việt Nam), Quảng Bình (18.575 người, chiếm 19,6% tổng số người Bru-Vân Kiều tại Việt Nam), Đắk Lắk (3.563 người), Huế (1.389 người).
Tại Lào, theo ước tính của Ethnologue, có khoảng 69.000 người Bru nói phương ngữ phía đông của tiếng Bru, tương tự như tại Việt Nam.
Tại Thái Lan có khoảng 5.000 người nói phương ngữ phía đông của tiếng Bru và khoảng 20.000 người nói phương ngữ phía tây của tiếng Bru.

### Người Ma Coong
Người Ma Coong hay Măng Coong gồm 600 người sinh sống tại xã Thượng Trạch, huyện Bố Trạch, tỉnh Quảng Bình trong các bản Noông, bản 61 (Cà Roòng), bản Nịu... Họ nổi tiếng với Lễ hội đập trống.

### Người Khùa
Người Khùa gồm 1000 người sinh sống ở các xã Dân Hóa và Trọng Hóa, huyện Minh Hóa. Họ sống xen kẽ với cộng đồng người Sách-Mày tại đây.

### Người Trì
Người Trì có khoảng 300 người, địa bàn cư trú ở các bản Cờ Đỏ, Nồng Mới, Troi của xã Thượng Trạch, huyện Bố Trạch.  Lưu trữ ngày 13 tháng 12 năm 2019 tại Wayback Machine

## Lịch sử
Người Bru vốn là cư dân nông nghiệp có trình độ tương đối phát triển, xưa kia họ tập trung sinh sống tại vùng trung Lào, sau những biến động của lịch sử diễn ra hàng thế kỷ, họ phải di cư đi các nơi. Một số đi theo hướng tây bắc sang Thái Lan, một số đi theo hướng đông tụ cư tại vùng miền núi phía tây Quảng Bình, Quảng Trị, Huế của Việt Nam. Khi vào Việt Nam họ dựng làng xung quanh hòn núi Vân Kiều (núi Viên Kiều), về sau người Việt lấy tên của hòn núi đặt cho một tổng của người Bru, và từ đó họ còn được gọi là Bru - Vân Kiều

## Ngôn ngữ
Người Vân Kiều nói tiếng Bru thuộc ngữ chi Cơ Tu, ngữ hệ Môn-Khmer. Còn gọi là tiếng Sô-Trì, Leung, Kaleu, Khùa hay Katang.
Người Bru (Vân Kiều) có liên hệ gần gũi với người Pa Kô. Trong khi người Pa Kô thích sống trên cao, không có chữ viết, thì người Vân Kiều ở lưng chừng núi chữ viết riêng (vay mượn từ chữ Lào). Người Vân Kiều vì có tiếp cận với người Kinh ở vùng đồng bằng nên có sự giao thoa văn hóa. Còn Pa Kô bởi vì cách xa người Kinh vùng đồng bằng nên vẫn giữ bản sắc văn hóa riêng của mình nhiều hơn. Tại Việt Nam, người Pa Cô được xếp vào dân tộc Tà Ôi.

## Kinh tế
Tộc người này có truyền thống làm rẫy và làm ruộng, cùng với hái lượm săn bắn và đánh cá. Việc chăn nuôi gia súc, gia cầm dành chủ yếu cho các lễ cúng hơn là cải thiện bữa ăn. Nghề thủ công của dân tộc này chỉ có đan chiếu lá, gùi. Văn hóa của người Bru-Vân Kiều đặc sắc, thể hiện ở phong tục hôn nhân, nghệ thuật âm nhạc truyền thống, ở kiến trúc và trang phục, như miêu tả chi tiết dưới đây.

## Văn hóa

### Hôn nhân
Trong phong tục đám cưới của người Bru-Vân Kiều, nhà trai trao cho nhà gái một GÓI TÔ
Cô dâu khi về nhà chồng thường trải qua nhiều nghi lễ phức tạp: bắc bếp, rửa chân... Trong họ hàng, ông cậu có quyền quyết định khá lớn đối với việc lấy vợ, lấy chồng cũng như khi làm nhà, cúng bái của các cháu.

### Âm nhạc
Nhạc cụ truyền thống Bru-Vân Kiều có nhiều loại: trống, thanh la, chiêng núm, kèn (amam, ta-riềm, Khơ-lúi, pi), đàn (achung, pơ-kua...). Dân ca của dân tộc này có nhiều làn điệu như "chà chấp", lối vừa hát vừa kể rất phổ biến, hay "sim", hình thức hát nam nữ. Ca dao, tục ngữ, truyện cổ các loại của người Bru-Vân Kiều rất phong phú.

### Kiến trúc

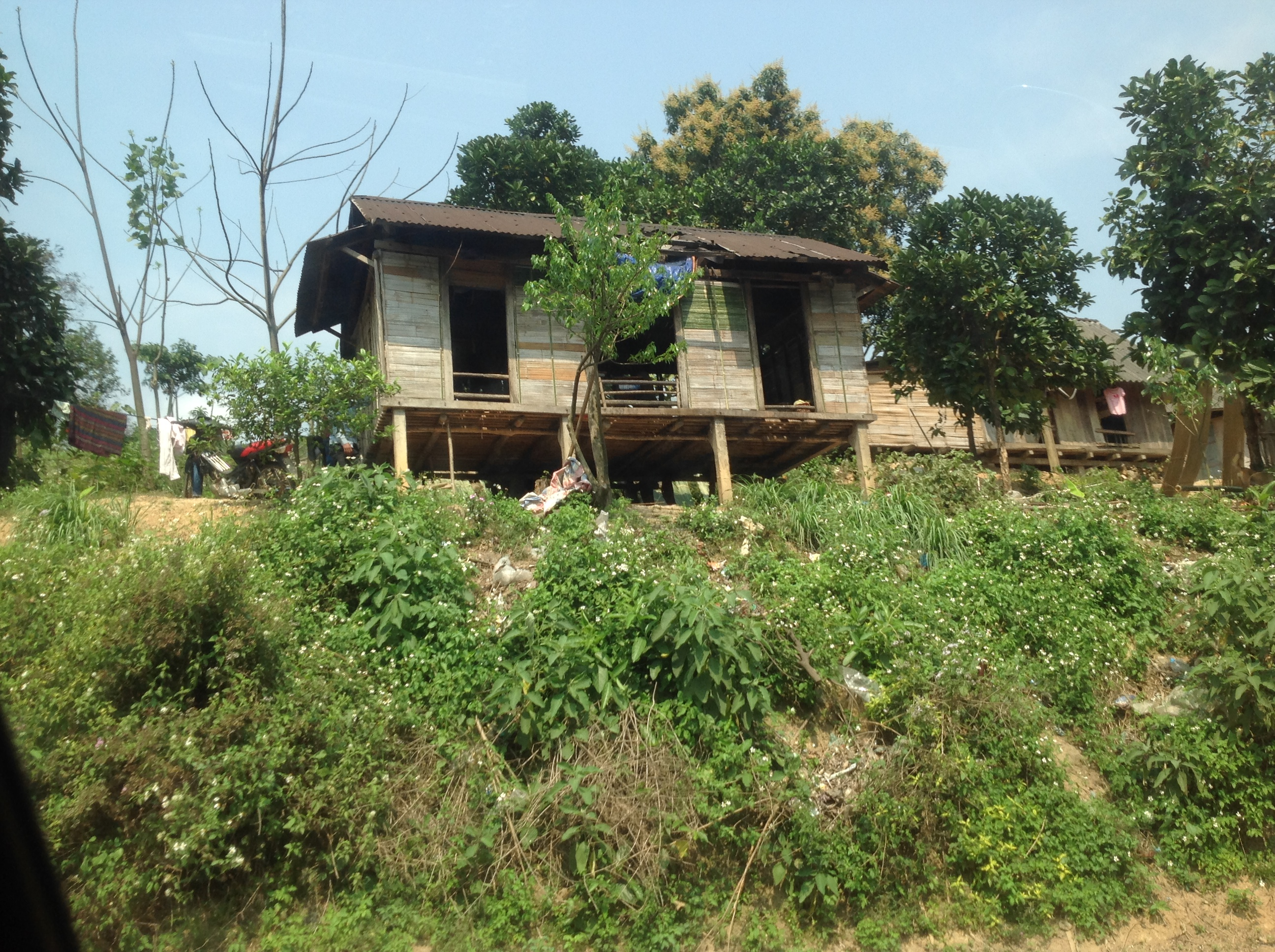
Nhà sản của người Vân Kiều

Người Bru-Vân Kiều ở nhà sàn nhỏ, phù hợp với quy mô gia đình thường gồm cha, mẹ và các con chưa lập gia đình riêng. Nếu ở gần bờ sông, suối, các nhà trong làng tập trung thành một khu trải dọc theo dòng chảy. Nếu ở chỗ bằng phẳng rộng rãi, các ngôi nhà trong làng xếp thành vòng tròn hay hình bầu dục, ở giữa là nhà công cộng. Ngày nay, người Bru-Vân Kiều ở nhiều nơi đã có xu hướng ở nhà trệt.
Nhà của người Bru-Vân Kiều là nhà sàn có hai mái, thường lợp bằng lá mây hoặc lá cọ. Chiều dài của ngôi nhà dài - ngắn bao nhiêu tùy thuộc vào số lượng người trong gia đình, hoặc tùy thuộc vào kinh tế. Nhưng dù nhà dài hay ngắn, đều cũng chỉ có hai cửa chính, một cửa chủ yếu dành cho nữ, còn một cửa chỉ dành cho nam và khách nam. Hai bên đầu hồi có những hình trang trí bằng gỗ theo kiểu sừng trâu hoặc đôi chim, vừa đỡ bị tốc lá, vừa mang tính thẩm mỹ

### Trang phục

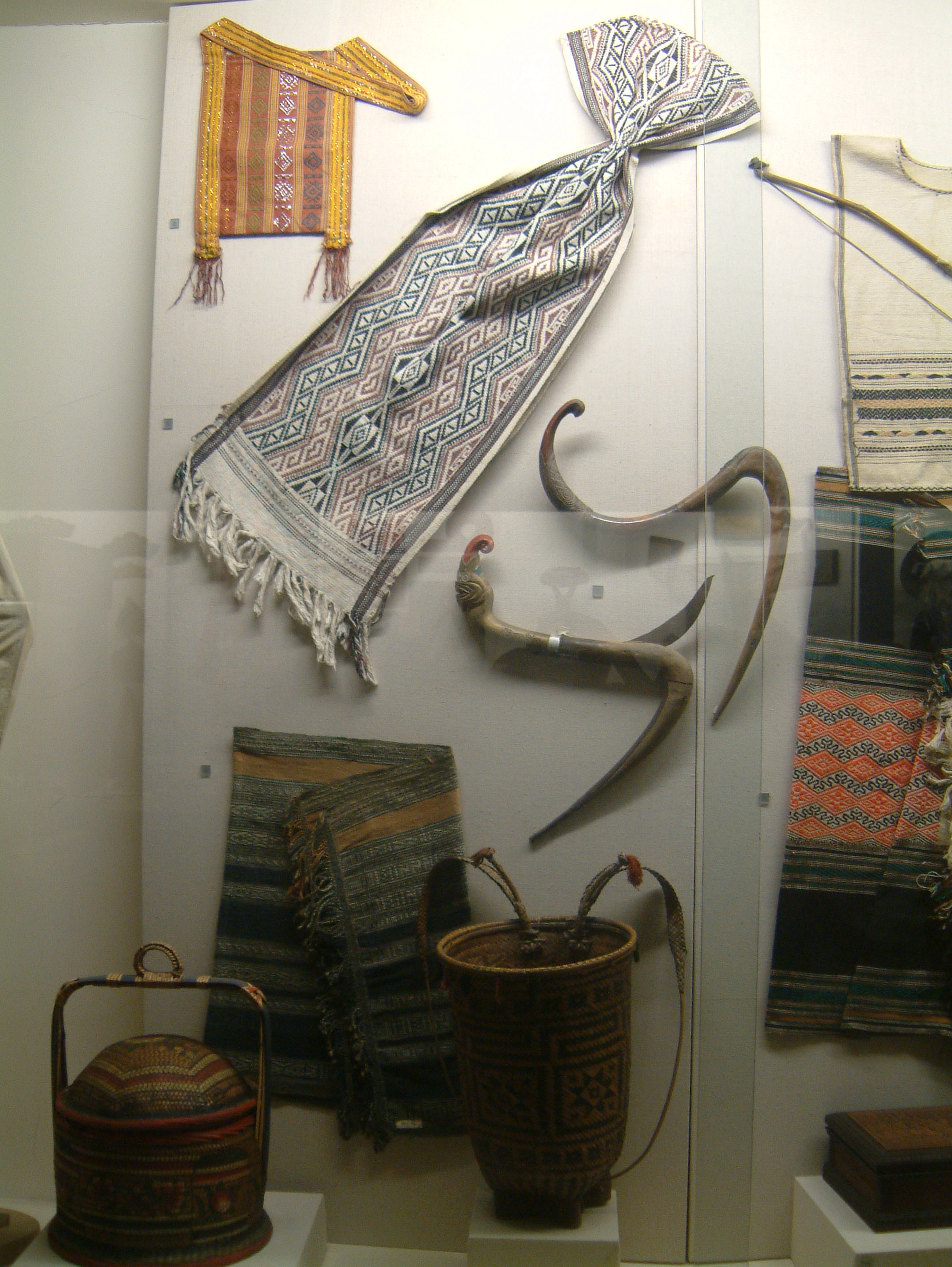
Một số đồ dùng của người Vân Kiều trưng bày tại Bảo tàng Dân tộc học Việt Nam

Nam giới Bru-Vân Kiều để tóc dài, búi tóc, ở trần, đóng khố. Trước đây, họ thường lấy vỏ cây sui làm khố, áo.
Phụ nữ Bru-Vân Kiều mặc áo và váy. Áo nữ có đặc điểm xẻ ngực màu chàm đen và hàng kim loại bạc tròn đính ở mép cổ và hai bên nẹp áo. Có nhóm mặc áo chui đầu, không tay, cổ khoét hình tròn hoặc hình vuông. Váy trang trí theo các mảng lớn trong bố cục dải ngang. Gái chưa chồng búi tóc về bên trái, sau khi lấy chồng búi tóc trên đỉnh đầu. Trước đây phụ nữ Bru-Vân Kiều ở trần, mặc váy. Váy trước đây không dài thường qua gối 20 đến 25 cm.
Có nhóm nữ Bru-Vân Kiều đội khăn bằng vải quấn thành nhiều vòng trên đầu rồi thả sau gáy, cổ đeo hạt cườm, mặc áo cánh xẻ ngực, dài tay màu chàm cổ và hai nẹp trước áo có đính các "đồng tiền" bạc nhỏ màu sáng, nổi bật trên nền chàm đen tạo nên một cá tính về phong cách thẩm mỹ riêng trong diện mạo trang phục các dân tộc Việt Nam.

### Lễ hội
Lễ hội đập trống của người Ma Coong, tổ chức vào ngày 16 tháng Giêng âm lịch để mừng mùa trăng mới. Lễ hội được tổ chức tại bản Cà Roòng, xã Thượng Trạch, huyện Bố Trạch, Quảng Bình .

## Những người Bru - Vân Kiều có danh tiếng
Danh sách Những người Pa Kô Việt Nam có danh tiếng, hiện được xếp vào dân tộc Bru - Vân Kiều.
| Tên         | Sinh thời | Hoạt động |
| ----------- | --------- | --- |
| Hồ Kan Lịch | 1943-...  | Nữ Anh hùng Lực lượng vũ trang nhân dân Việt Nam người dân tộc đầu tiên, được ca ngợi trong bài hát "Cô gái Pa Kô" của nhạc sỹ Huy Thục. Tên nguyên của bà là Kăn Lịch, sinh tại bản A Lê Nôc, nay thuộc thị trấn A Lưới, huyện A Lưới, tỉnh Thừa Thiên Huế . |
| Mai Hoa Sen | 1943-...  | Hiện sống tại xã Tà Rụt, huyện Đakrông, tỉnh Quảng Trị . Ông được công nhận là nghệ nhân ưu tú năm 2015. Ông là người chế tác các loại nhạc cụ dân tộc Pa Kô .                                                                                                |
| Hồ Thị Minh | 1976-...  | Đại biểu Quốc hội khóa XV (2021-2026) . |